# Předběžné prohlášení
Pro předběžné prohlášení se člověk může rozhodnout v momentě, kdy v očekávání vlastní nezpůsobilosti právně jednat projeví vůli, aby byly jeho záležitosti spravovány určitým způsobem, nebo aby je spravovala určitá osoba, nebo aby se určitá osoba stala jeho opatrovníkem.

## Právní zakotvení a charakteristika
Od 1. ledna 2014 je předběžné prohlášení upraveno v § 38–44 zákona č. 89/2012 Sb., občanský zákoník. Jedná se o speciální preventivní prohlášení jako závazný projev vůle člověka učiněný pro případ, že posléze nebude schopen spravovat vlastní záležitosti. Člověk očekávající vlastní nezpůsobilost právně jednat, zejména v případě, kdy u sebe pozoruje postupné rozvíjení duševní poruchy, má podle zákona možnost učinit prohlášení o tom,
1. jak mají být spravovány jeho záležitosti,
2. kdo je má spravovat nebo
3. kdo má být případně ustanoven jeho opatrovníkem.[1]

Vlastní nezpůsobilost však nelze vždy očekávat. Může k ní dojít náhle, nepředvídatelně – např. úrazem s poraněním mozku, či po mozkové mrtvici. V takových případech člověk předběžné prohlášení učinit nestihne a k ochraně jeho zájmů bude třeba přistoupit jiným způsobem (např. jmenováním opatrovníka).

## Formy předběžného prohlášení
Předběžné prohlášení může mít formu veřejné nebo soukromé listiny. 

### Soukromá listina
Pokud má prohlášení formu listiny soukromé, musí být podle § 39 odst. 1 občanského zákoníku opatřeno datem a potvrzeno dvěma svědky. Svědek o sobě uvede v potvrzení údaje, podle nichž ho lze zjistit. Svědky mohou být pouze osoby, které na prohlášení a jeho obsahu nemají zájem a nejsou nevidomé, neslyšící, němé nebo neznalé jazyka, v němž je prohlášení učiněno.
Zvláštní pravidla jsou pak stanovena pro prohlášení soukromou listinou nevidomých nebo osob, které neumí nebo nemohou číst a psát. Činí-li prohlášení nevidomý, nebo osoba, která neumí nebo nemůže číst nebo psát, musí jí být podle § 40 odst. 1 občanského zákoníku prohlášení nahlas přečteno svědkem, který prohlášení nepsal. Nevidomý, nebo osoba, která neumí nebo nemůže číst nebo psát, před svědky potvrdí, že listina obsahuje jeho pravou vůli. 
Jestliže činí prohlášení soukromou listinou osoba se smyslovým postižením, která nemůže číst nebo psát, musí jí být podle § 40 odst. 2 občanského zákoníku obsah listiny tlumočen takovým způsobem dorozumívání, který si zvolila, a to svědkem, který prohlášení nepsal; všichni svědci musí ovládat způsob dorozumívání, kterým je obsah listiny tlumočen. Kdo prohlášení činí, potvrdí před svědky zvoleným způsobem dorozumívání, že listina obsahuje jeho pravou vůli.

### Veřejná listina
Jedinou veřejnou listinou, kterou je možné předběžné prohlášení učinit, je notářský zápis.
Speciální postup při sepisování veřejné listiny s osobou, která neumí či nemůže číst nebo psát, je zakotven v notářském řádu. Notářský zápis lze v takovém případě sepsat pouze za účasti dvou svědků úkonu, kteří musí být přítomni při projevu účastníka o tom, co má být pojato do notářského zápisu, při předčítání notářského zápisu a jeho schválení účastníkem. Pokud je účastník neslyšící nebo němý a současně nemůže číst nebo psát, musí být kromě svědků úkonu přibrán ještě důvěrník, který se s účastníkem umí dorozumět a jehož prostřednictvím notář zjistí, zda účastník zápis schvaluje.

## Změna okolností
Změní-li se okolnosti zjevně tak podstatným způsobem, že člověk, který prohlášení učinil, by je za takových okolností neučinil nebo by je učinil s jiným obsahem, soud podle § 43 občanského zákoníku prohlášení změní nebo zruší, pokud by jinak člověku, který prohlášení učinil, hrozila závažná újma.

## Následky neplatnosti předběžného prohlášení
Je-li předběžné prohlášení neplatné, např. pro nedostatek formy, není možné, aby soud od jeho obsahu zcela odhlédl a považoval jej za právně bezvýznamné. Proto § 44 občanského zákoníku výslovně stanoví, že i v takovém případě má soud vzít obsah prohlášení v úvahu a přihlédnout k němu, pokud nemá důvod pochybovat o vůli toho, kdo prohlášení učinil.